# Lenkungsausschuss
Der Begriff Lenkungsausschuss bezeichnet im Projektmanagement das übergeordnete Entscheidungsgremium für ein einzelnes Projekt oder eine Gruppe von Projekten oder Programmen (Projektportfolio).
Alternative Bezeichnungen sind Steering Committee, Steering Board, Steuerungsausschuss, Lenkungskreis, Steuerungskreis, Controlboard und Entscheidungsgremium. 
Der Ausschuss dient dem Projektleiter als Entscheidungs-, Eskalations- und Berichtsgremium. Er sollte möglichst klein gehalten werden.

## Definitionen
- PRINCE2: „Alle PRINCE2-Projekte müssen einen Lenkungsausschuss haben. Der Lenkungsausschuss hat im Rahmen der Vorgaben des Unternehmens- oder Programmmanagements bzw. des Kunden (ursprünglich im Projektmandat definiert) die Gesamtverantwortung und Gesamtbefugnis für das Projekt.“[2]
- IPMA ICB 4.0: „Verfügt das Projekt über einen Lenkungsausschuss, so sind ein oder mehrere Senior-Anwender (Anwender-Repräsentanten) und Senior-Lieferanten (Lieferanten-Repräsentanten) Teil dieses Ausschusses. Manchmal können Anwender und andere Stakeholder Teil eines Sounding Boards sein, das die Leitung oder den Lenkungsausschuss berät.“[3]

## IPMA ICB 3.0
Der Lenkungsausschuss hat der GPM nach folgende Aufgaben und Befugnisse:
| Aufgaben | Befugnisse |
| --- | --- |
| - Formulieren des Projektziels, falls dies nicht schon der Auftraggeber geleistet hat - Ernennen des Projektleiters - Genehmigen der Projektplanung - Unterstützen des Projektleiters - Überwachen des Projektfortschritts - Bericht erstatten gegenüber der Unternehmensführung - Genehmigen von Abschlussberichten - Entlasten des Projektleiters | - Entscheiden über Korrekturmaßnahmen - Entscheiden über Änderungen von Projektinhalten, Terminen und Kosten - Entscheiden über Prioritäten von Projektaufgaben |

Die Zusammensetzung des Lenkungsausschusses richtet sich nach Art und Umfang des Projekts. Auch die Gepflogenheiten einer Branche und die Unternehmensgröße haben einen Einfluss auf die Zusammensetzung. Die Mitglieder sollten jedoch in jedem Fall hochrangige Vertreter des Projekt-Auftraggebers und -Auftragnehmers sein, die Entscheidungsbefugnisse bezüglich der Projektressourcen haben. Die Autoren Kremer und Rohde empfehlen eine ungerade Anzahl von Mitgliedern, um Pattsituationen bei Abstimmungen zu vermeiden. Alternativ kann festgelegt werden, dass bei Stimmengleichheit das Votum des oder der Vorsitzenden den Ausschlag gibt.
Wenn in einer Organisation viele Projekte nacheinander oder nebeneinander durchgeführt werden, ist eine permanente Steuerung des Projektportfolios im Unternehmen erforderlich. In solchen Organisationen sollte ein permanentes Lenkungsgremium als Bestandteil der Stammorganisation eingeführt werden. Projektbezogen können zusätzlich spezielle Lenkungsausschüsse eingerichtet werden.
Der Lenkungsausschuss sollte in regelmäßigen Abständen zusammentreffen. In kritischen Phasen kann er auch kurzfristig einberufen werden. In der Regel geschieht dies durch den Auftraggeber auf Antrag des Projektleiters. Der Projektleiter berichtet dem Ausschuss persönlich und stellt ihm zur Vorbereitung der Sitzungen Statusberichte zur Verfügung.